# RAST-Steckverbinder

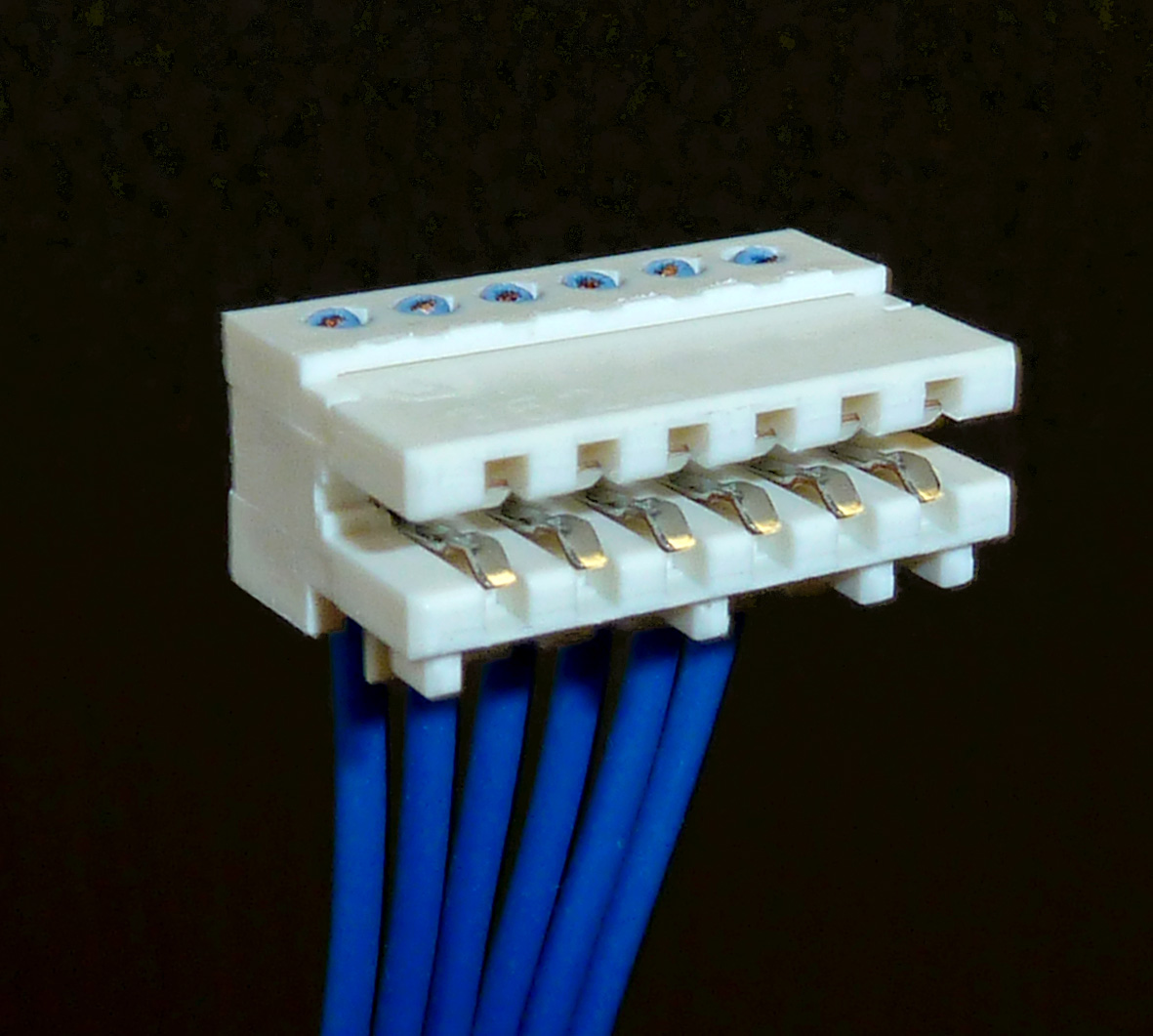
Steckverbinder nach Standard RAST 2.5 mit gut erkennbaren Kodiernasen an der Unterkante

RAST-Steckverbinder sind Steckverbinder der sogenannten „Hausgerätenormen“ RAST 2.5 und RAST 5. Die Abkürzung „RAST“ oder genauer das Akronym steht für „Raster-Anschluss-Steck-Technik“, die Ziffern für den Millimeterabstand zwischen den Kontaktmitten.

## Entstehung der RAST-Steckverbinder
Die Hausgerätespezifikation RAST ist unter dem Dach des ZVEI durch einen Arbeitskreis der Hersteller von Haushaltsgroßgeräten und von Steckverbindern ins Leben gerufen worden. In enger Abstimmung zwischen den wichtigsten deutschen Hausgeräteherstellern Bosch und Siemens Hausgeräte (BSH), Miele, AEG (heute Electrolux), Bauknecht (heute Whirlpool) und den Steckverbinderherstellern Wieland Electric, Lumberg, AMP (heute Tyco Electronics), Stocko, Grote & Hartmann (heute Lear) und Molex entstand ein bis heute gängiger Standard.

## Entwicklungsziel der RAST-Steckverbinder
Ziel war es, die Komponenten zu standardisieren, die Konformität der Steckverbinder verschiedener Hersteller zu gewährleisten und Fehler im Produktionsprozess aufgrund falsch zusammengesteckter Steckverbindungen auszuschließen, bzw. die Montage im Zusammenbau der Endgeräte zu vereinfachen und Fehlverdrahtungen zu minimieren. RAST ermöglicht zudem die Gruppierung von Anschlüssen, wodurch der Einsatz von einzelnen Anschlüssen und individuellen Kabelbäumen vermieden werden kann. Heute sind RAST-Steckverbinder längst Standard für eine Vielzahl von Sensor-, Schalter-, Aktor- und Motorsteuerleitungen, die direkt oder indirekt mit der Leiterplatte bzw. den Komponenten verbunden werden können. Die Vorteile der RAST-Stecker sind auch von anderen Branchen erkannt worden, so dass auch außerhalb der Hausgeräte eine stetig wachsende weltweite Verbreitung zu finden ist, etwa in der Heizungstechnik oder der Automobilindustrie.

## Einsatzbereiche
Ein Schlüsselsegment im Konsumgütermarkt bilden Haushaltsgeräte, die im allgemeinen Sprachgebrauch als „Weiße Ware“ bezeichnet werden. Zu diesen gehören eine Vielzahl von Geräten, zum Beispiel Waschmaschinen und Trockner, Kühl- und Gefrierschränke, Geschirrspülmaschinen und Herde oder Mikrowellen sowie die Kleingeräte, zu denen beispielsweise Kaffeemaschinen, Toaster, Mixer, Staubsauger und Rasierer zählen. Diese marktstärksten Konsumgüter mit erheblichem elektronischen Anteil werden noch vielfach von Markenartikelherstellern in Europa entworfen und hergestellt.

## Entwicklung
Die RAST-2.5-Stecker haben offen nebeneinander stehende Kontakte, das heißt die Kontakte sind nicht in einzelnen abgeschlossenen Kammern separiert, etwa wie beim RAST-5-Stecker. Um höhere Spannungen, zum Beispiel 250 Volt, über den RAST-2.5-Stecker zu schicken, ist auch eine Bestückung in jedem zweiten Rasterschritt möglich – so kann ein RAST-2.5-Steckverbinder dann auch ein 5-mm-Steckverbinder sein. Anfänglich gab es eine klare Trennung zwischen den Steckverbindern nach RAST 2.5 für Signal- und Kleinlastströme zum Beispiel von bis zu 4 Ampere und den Leistungssteckern nach RAST 5 für den Bereich zum Beispiel bis 16 Ampere, was im Laufe der Jahre von den Geräteherstellern aufgeweicht wurde. Mehr und mehr wird versucht, die relativ großen RAST-5-Steckverbinder durch RAST 2.5 zu ersetzen – um etwa die Leiterplatte einer Waschmaschinensteuerung kompakter und damit preiswerter zu gestalten. Dieser Trend führte zur Entwicklung eines leistungsstärkeren Steckverbinders für höhere Spannungen und Ströme, der aber die bewährten Merkmale der RAST-2.5-Serie aufweisen sollte. Damit waren insbesondere die Kodierung, die Verwendung eines Gehäuses für direktes und indirektes Stecken und die äußeren Abmessungen des Steckgesichts gemeint.
Gesucht wurde ein Stecker, der wie RAST 2.5 aussieht, aber höhere Ströme tragen kann. Die dazu notwendigen etwas größeren Kontakte für die höhere Stromtragfähigkeit führten dabei – wie schon bei der RAST-2.5/250-Volt-Anwendung – zum Rasterschritt 5 Millimeter. Diese Reihe wird unter anderem RAST 2.5 Power genannt, schließlich ist der Gegenstecker eine RAST-2.5-Stiftleiste und keine RAST-5-Leiste, oder auch ein RAST-2.5-Führungsrahmen, wenn direkt auf die Leiterplatte gesteckt werden soll. Inzwischen sind auch RAST-Stecker mit Kontaktabstand 7,5 Millimeter auf dem Markt, die in Anlehnung an den RAST-5-Standard entwickelt worden sind. Diese ebenfalls kodierbaren Steckverbinder sind für noch höhere Spannungen und Ströme bis 500 Volt und 25 Ampere ausgelegt, wie etwa in Elektrofahrzeugen gefordert. Während Vorgängerserien noch unterschiedliche Kontaktträger für das direkte und indirekte Stecken hatten, wurden die RAST-2.5-Stecker so konstruiert, dass sie sowohl indirekt auf Stiftleisten, aber auch direkt auf den Rand einer Leiterplatte gesteckt werden können. Da diese Form der Direktsteckung jedoch den Einsatz eines sogenannten Kodier- oder Führungsrahmens erfordert, haben sich neben der RAST-2.5-Norm auch Detail-Kodierungen über Stege zwischen den Kontakten, Seitenwände oder Verriegelungen bei direkter Kontaktierung der Leiterplatte als kundenspezifische, nicht genormte Lösungen etabliert.
Naturgemäß ist die Anzahl verschiedener Kodierungen begrenzt. Gerade bei Anwendungen mit zahlreichen kleinpoligen Steckverbindern war es kaum möglich, genügend verstecksichere Kodierungen zu finden, um Fehler in der Gerätemontage auszuschließen. Hier gibt es inzwischen Lösungen mit doppelreihiger Kodierung. Dabei findet sich oben und unten eine Reihe Kodiernasen am Gehäuse.

## Kabelanschlusstechniken
Gebräuchlich sind RAST-Steckverbinder in Schneidklemm-, Crimp- und Schraubklemmtechnik. Dabei hat die Schneidklemmtechnik (SKT) aufgrund ihrer wirtschaftlichen Verdrahtung den weitaus größten Marktanteil. Während Crimpkontakte immer einzeln angeschlagen werden, ziehen Vollautomaten bei der Herstellung von Kabelsätzen mit Steckern in Schneidklemmtechnik (SKT) bis zu 8 Leitungen gleichzeitig ein. Diese Systeme beschleunigen nicht nur den Herstellungsprozess für Kabelbäume, sondern ermöglichen gleichzeitig deren integrierte Prüfung und senken so die Kosten, sowohl im Herstellungsprozess als auch Qualitätsprüfkosten. So können Fehler in Kabelbäumen signifikant gesenkt werden.

## Leistungsbereiche
Konzipiert für zwei Leistungsbereiche – RAST 2.5 für Signalströme, RAST 5 für Leistungsströme – sind die RAST-Steckverbindungen in einer Vielzahl von Versionen verfügbar, mit verschiedenen Passungen, Kodierungen und Arretierungsmöglichkeiten. Sehr genaue RAST-2.5- und RAST-5-Spezifikationen „standardisieren“ eine Reihe von Verbindungseigenschaften, zum Beispiel die geometrischen Dimensionen des Gehäuses, alle funktionsrelevanten Abmessungen und Steckermerkmale wie die Innen- oder Außenverrastung. Weiterhin wird eine Lebensdauerprüfung gefordert, der sogenannte 4000-Stunden-Test, welcher auf eine Gerätelebensdauer von 15 Jahren im Haushalt abgestimmt ist. Um später in der Gerätemontage Fehler durch falsches Aufstecken auszuschließen, sind auch Kabelabgangsrichtungen und vor allem die Basis-Kodierung spezifiziert.
Waren RAST-Steckverbinder für direktes und indirektes Stecken ursprünglich für maximal 12 Pole konzipiert, gibt es sie aktuell mit Polzahlen von 2 bis 20 im Standardsortiment.